# Villers-Vermont
Villers-Vermont är en kommun i departementet Oise i regionen Hauts-de-France i norra Frankrike. Kommunen ligger i kantonen Formerie som tillhör arrondissementet Beauvais. År 2022 hade Villers-Vermont 121 invånare.

## Befolkningsutveckling
Antalet invånare i kommunen Villers-Vermont
| Referens: INSEE |